# Bancoldex
Banco de Comercio Exterior de Colombia S.A opera bajo la marca Bancoldex es un banco de segundo piso en Colombia, no posee sucursales ni agencias.
Bancoldex ofrece financiamiento de largo y corto plazo y productos financieros especializados para apoyar las exportaciones colombianas y otras actividades relacionadas con el comercio exterior, con el objetivo de modernizar las empresas en los campos del comercio, la industria y el turismo, y dando prioridad a las pequeñas y medianas empresas.

## Historia
Fue fundado el 16 de enero de 1991. Hace parte del Grupo Bicentenario.